# Митохондриальный матрикс
Митохондриа́льный ма́трикс или просто ма́трикс — ограниченное внутренней мембраной пространство, расположенное внутри митохондрий. Слово «матрикс» происходит из того, что эта среда является намного более вязкой по сравнению с более водянистой цитоплазмой. В состав матрикса входит множество веществ, включая ферменты, митохондриальную ДНК (кольцевая), рибосомы, малые органические молекулы, нуклеотидные коферменты и неорганические ионы. Ферменты матрикса содействуют реакциям биохимических процессов, в ходе которых синтезируется АТФ, таких как цикл трикарбоновых кислот, окислительное фосфорилирование, окисление пирувата и бета-окисление жирных кислот. 
Состав и структура среды матрикса способствуют оптимальному протеканию реакций анаболических и катаболических путей. Цепь переноса электронов и ферменты в матриксе играют большую роль в цикле трикарбоновых кислот и окислительного фосфорилирования. В цикле трикарбоновых электроны передаются молекулам NADH и FADH2, которые в дальнейшем переносятся на дыхательную цепь, где в ходе реакций окислительного фосфорилирования образуется АТФ.

## Структура и состав
Митохондриальный матрикс представляет собой тонкозернистое гомогенное содержимое умеренной плотности, заполняющее внутренний компартмент, в нём иногда выявляются тонкие собранные в клубок нити (около 2-3 нм) и гранулы около 15-20 нм. Известно, что нити митохондрий представляют собой молекулы ДНК в составе митохондриального нуклеоида, а мелкие гранулы — митохондриальные рибосомы. Кроме того в матриксе имеются довольно крупные (20-40 нм) гранулы, это места отложений солей магния и кальция(что отличает митохондрии от других органелл). Митохондриальный матрикс имеет рН около 7,8.

### Метаболиты
Матрикс включает в себя большое количество разнообразных метаболитов, участвующих в различных биохимических процессах. Так например, для ЦТК это все его компоненты от пирувата до цитрата, ацетил-CoA и т.д. Цикл мочевины использует орнитин, карбамоил фосфат и цитруллин. Это и нуклеотидные коферменты, которые окисляются в дыхательной цепи — NADH и FADH2. Синтез белка использует молекулы митохондриальной ДНК, РНК и тРНК. Регулирование процессов выполняются ионами (Са2+/K+/Mg2+). К дополнительным метаболитам, присутствующих в матриксе относят: СО2, Н2О, О2, АТФ, АДФ и неорганический фосфат Pi.

### Ферменты
В матриксе локализуются многие ферменты. Все ферменты катализирующие ЦТК: Пируватдегидрогеназа, цитратсинтаза, аконитаза, изоцитратдегидрогеназа, α-кетоглутарат дегидрогеназа, сукцинил-CoA-синтаза, фумараза и малатдегидрогеназа. Цикл мочевины использует карбамоил фосфат синтазу I и орнитин-транскарбамилазу. В процессе бета-окисления участвуют: пируваткарбоксилаза, ацил-СоА-дегидрогеназы, β-кетотиолаза. Генерация аминокислот способствует работе трансаминаз.

### Компоненты внутренней мембраны
Внутренняя мембрана представляет собой фосфолипидный бислой, содержащий комплексы окислительного фосфорилирования, входящие в состав дыхательной цепи и локализованных на кристах. Дыхательная цепь включает в себя IV белковых комплексов и АТФ-синтазу. Эти белковые комплексы имеют следующий состав: белковый комплекс I (NADH: Кофермент Q оксидоредуктаза) , белковый комплекс II (сукцинат: кофермент Q оксидоредуктаза), белковый комплекс III (кофермент Q: цитохром С оксидоредуктаза) и белковый комплекс IV (цитохром с-оксидаза).

### Контроль внутренней мембраны над составом матрикса
Цепь переноса электронов отвечает за регулирование оптимальных значений рН и поддержания электрохимического градиента, который облегчает генерацию АТФ, посредством прокачки протонов. Градиент также обеспечивает контроль над концентрацией ионов, таких, как, например, ионы кальция — Са2+, управляемых мембранным потенциалом митохондрий. Внутренняя мембрана непроницаема для многих соединений, и позволяет проникать только неполярным веществам с малой молекулярной массой — O2, CO2 или имеющих небольшой заряд на молекулах, таких, как вода. Остальные молекулы входят и выходят из митохондриального матрикса посредством транспортных белков и ионных транспортёров. Чтобы покинуть митохондрии, молекулы проходят через порины. Эти приписанные характеристики позволяют осуществлять контроль над концентрацией ионов и метаболитов, необходимые для регулирования и определяют скорость генерации АТФ.

## Биохимические процессы
В матриксе происходят различные биохимические процессы.

### Бета-окисление
Бета-окисление — метаболический процесс деградации жирных кислот, при котором от карбоксильного конца жирной кислоты (-COOH) последовательно отделяется по 2 атома углерода в виде ацетил-CoA. Процесс β-окисления — назван так потому, что реакции окисления жирной кислоты происходят у β-углеродного атома (С3-положение). Реакции β-окисления и последующего окисления ацетил-CoA в ЦТК служат одним из основных источников энергии для синтеза АТФ по механизму окислительного фосфорилирования. β-Окисление жирных кислот происходит только в аэробных условиях.
Этот процесс генерирует большое количество энергии, запасаемых в виде молекул АТФ.

### Окислительное фосфорилирование

Электронтранспортная цепь митохондрий является местом проведения окислительного фосфорилирования у эукариот. NADH и сукцинат, образовавшиеся в ходе цикла трикарбоновых кислот, окисляются, и их энергия передаётся АТФ-синтазе, которая за её счёт синтезирует АТФ.

### Трансаминирование
В матриксе α-кетоглутарат и оксалоацетат, в результате процесса трансаминирования могут быть превращены в соответствующие аминокислоты. Реакции катализируются ферментами трансаминазами. Трансаминирование α-кетоглутарата приводит к образованию глутамата, пролина и аргинина. Эти аминокислоты затем используются либо внутри матрикса, либо транспортируются в цитозоль, где участвуют в процессе синтеза белков.

### Регуляция
Регуляция в матриксе происходит путём контроля над концентрацией ионов, концентрацией метаболитов и заряда энергии. Наличие ионов, таких как Са2+ управляют различными функциями ЦТК. В матриксе, под действие этих ионов активируются пируватдегидрогеназа, изоцитратдегидрогеназа и альфа-кетоглутарат-дегидрогеназа, которые увеличивают скорость реакций в цикле. Концентрация промежуточных продуктов и коферментов в матриксе также увеличивают или уменьшают скорость генерации АТФ за счёт анаплеротических и катаплеротических эффектов. NADH может выступать в качестве ингибитора для α-кетоглутарата, изоцитратдегидрогеназы, цитрат-синтазы, и пируватдегидрогеназы. Концентрация оксалоацетата в частности поддерживается на низком уровне, так что любые колебания этих концентраций служат для приведения в действие цикла Кребса. Генерация АТФ также служит в качестве средства регулирования, действуя как ингибитор для изоцитратдегидрогеназы, пируватдегидрогеназного комплекса, белковых комплексов электронтранспортной цепи и АТФ-синтазы. В то время как АДФ действует в качестве активатора.

### Синтез белка
Митохондрии содержит свой собственный набор ДНК, используемой для синтеза белков, которые входят в состав ЭТЦ. Митохондриальная ДНК кодирует только около тринадцати белков, которые используются при обработке митохондриальных транскриптов, рибосомных белков, рибосомальной РНК, переноса РНК и белковых субъединиц, найденных в белковых комплексах электронтранспортной цепи.